# 김홍성
김홍성(金洪成, 1969년 5월 13일~)은 대한민국의 KBS 아나운서이다.

## 학력
- 1985년~1988년 대성고등학교
- 1988년~1994년 고려대학교 노어노문학과 학사

## 경력
- 1995년 KBS 21기 공채 아나운서(KBS 청주방송총국 지역근무)
- 2018년 KBS 아나운서실 아나운서2부장
- 2019년 KBS 편성본부 아나운서실 아나운서2부장

## 진행

### 텔레비전
| 연도       | 방송사 | 제목                      | 담당     | 진행 기간                         | 비고                                                                            |
| ---------- | ------ | ------------------------- | -------- | --------------------------------- | ------------------------------------------------------------------------------- |
| 1995       | KBS2   | 가족오락관                | 게스트   | 1995년 불명(신입 아나운서)        |                                                                                 |
| 1997       | KBS1   | KBS 뉴스 25               | 진행     |                                   |                                                                                 |
| 1998       | KBS2   | 긴급구조 119              | 진행     | 1998년 5월 12일~1998년 10월 7일   |                                                                                 |
| 1999       | KBS1   | 도전! 골든벨              | 첫진행   | 1999년 1월 8일~8월 27일           | <접속!신세대> 코너 당시 편성                                                    |
| 1999~2001  | KBS2   | 도전! 골든벨              | 첫진행   | 1999년 9월 3일~2001년 3월 30일    | 독립 편성                                                                       |
| 2002~2005  | KBS1   | 도전! 골든벨              | 재진행   | 2002년 11월 17일~2005년 9월 11일  | 독립 편성                                                                       |
| 2005       | KBS1   | 도전! 골든벨              | 출연     | 2005년 11월 27일                  | 300회 특집 독서골든벨 (52대 골든벨 김은정(당시 2학년) - 경북 안동여고 소속)     |
| 2007       | KBS1   | 도전! 골든벨              | 출연     | 2007년 11월 25일                  | 400회 특집 전국고교최강전                                                       |
| 2020       | KBS1   | 도전! 골든벨              | 출연     | 2020년 4월 12일, 5월 10일         | 스페셜 방송 - 회차 없이 편성                                                    |
| 1998~1999  | KBS1   | KBS 스포츠 뉴스 (KBS 1TV) | 진행     | 1998년 10월 12일~1999년 12월 24일 | 평일                                                                            |
| 1999~2001  | KBS1   | KBS 스포츠 뉴스 (KBS 1TV) | 진행     | 1999년 12월 26일~2001년 1월 14일  | 주말                                                                            |
| 1999~2000  | KBS2   | 열려라 동요세상           | 진행     |                                   |                                                                                 |
| 2000~2005  | KBS2   | 도전! 지구탐험대          | 진행     | 2000년 5월 7일~2005년 10월 30일   |                                                                                 |
| 2001       | KBS2   | 영화 그리고 팝콘          | 진행     |                                   |                                                                                 |
| 2005~2008  | KBS2   | 감성매거진 행복한 오후    | 진행     | 2005년 12월 1일~2008년 11월 14일  |                                                                                 |
| 2005       | KBS1   | 아침마당 토요이벤트       | 진행     | 2005년 8월 20일~2006년 12월 30일  |                                                                                 |
| 2006       | KBS1   | 생로병사의 비밀           | 출연     | 2006년 5월 16일                   | 151회 《기호식품에 대한 첨단분석 보고서 - 제2편 두 얼굴의 유혹, 카페인 (커피)》 |
| 2008~2009  | KBS2   | 활력충전 530              | 진행     | 2008년 11월 17일~2009년 4월 17일  |                                                                                 |
| 2009~2011  | KBS2   | 리빙쇼 당신의 여섯시      | 진행     | 2009년 4월 20일~2011년 11월 3일   |                                                                                 |
| 2009~2010  | KBS1   | 5천만의 아이디어          | 진행     | 2009년 4월 25일~2010년 5월 9일    |                                                                                 |
| 2010~2011  | KBS1   | 행복한 교실               | 진행     |                                   |                                                                                 |
| 2011~2012  | KBS1   | 체험 삶의 현장            | 진행     | 2011년 11월 12일~2012년 2월 25일  |                                                                                 |
| 2012       | KBS1   | 세상은 넓다               | 임시진행 | 2012년 3월 14일~2012년 6월 22일   |                                                                                 |
| 2012       | KBS1   | 퀴즈 온 코리아            | 진행     |                                   |                                                                                 |
| 2012~2013  | KBS1   | 생방송 사람을 찾습니다    | 진행     | 2012년 12월 28일~2013년 10월 18일 |                                                                                 |
| 2012~2014  | KBS1   | KBS 뉴스 (주말)           | 진행     |                                   | 주말 낮 12시(토요일~일요일(휴일))                                               |
| 2013~ 2014 | KBS1   | 러브 인 아시아            | 진행     | 2013년 10월 22일~2014년 4월 1일   |                                                                                 |
| 2014~ 2015 | KBS1   | TV비평 시청자 데스크      | 진행     | 2014년 11월 8일~2015년 8월 14일   |                                                                                 |
| 2015~2024  | KBS1   | 시니어토크쇼 황금연못     | 진행     | 2015년 1월 3일~2024년 2월 3일     | [ 3 ]                                                                           |
| 2020       | KBS1   | 아침마당                  | 출연     | 2020년 11월 2일                   | 8746회 《KBS 일당백 교양 있는 아나운서들》                                      |
| 2023       | KBS1   | 아침마당                  | 특별패널 | 2023년 1월 23일                   | 9312회 《전설의 액션 스타 견자단》                                              |
| 2025       | KBS1   | 아침마당                  | 공동출연 | 2025년 5월 12일                   | 9991회 《네겐 너무 아픈 손가락》                                                |

### 라디오
- 2013년 KBS 제1라디오 《생방송 토/일요일 오후입니다》
- 2014년 4월 12일~2018년 5월 27일 KBS 제1라디오 《김홍성의 생방송 정보쇼》
- 2018년 KBS 제1라디오 《KBS 공감토론》
- 2020년 2월 8일~2021년 1월 31일 KBS 제1라디오 《주말 생방송 정보쇼》

## 상훈
- 2008년 대한민국 아나운서 대상 TV 진행상

1. ↑  첫진행 당시 43회(여름 특집 2부 - 해당 참가학교), 74회~75회(남자MC로 진행자(첫진행,재진행)의 출신 학교의 동문에 의하여 참가) · 77회 에서만 4회 방송분의 다시보기 이후 미확정
2. ↑  재진행 당시 154회 방송분의 최후의 4인 중 1명의 35번 이후 탈락한 문제 미확정
3. ↑  377회 본방송의 방송분은 저작권 문제로 다시보기 불가
4. ↑  방영한지 15여분만에 방청객 30여명과 같이 착석 후 개그맨 이용식과 함께 같이 패널로 패널석으로 특별 출연했음
5. ↑  <스타 노래강사> 의 주제로  박미영 노래강사와 함께 출연했음